# Noctilio albiventris
El murciélago pescador de vientre blanco (Noctilio albiventris) es una especie de mamífero insectívoro volador del hemisferio occidental (Neártico), y que habita desde América Central hasta el norte de Sudamérica.
Estos murciélagos son de color marrón; los machos poseen un tono un tanto rojizo. Su longitud es de 7.5 cm, y cada brazo mide 6 cm; estos murciélagos llegan a pesar unos 30 gr. Por lo general viven cerca del agua o en sitios húmedos, habitando en troncos ahuecados o en inmediaciones de casas. Tratan de cazar mediante seguimiento por eco a todo insecto que vuele cerca de la superficie del agua; también han desarrollado la habilidad de capturar insectos que han caído a la superficie del agua. Ocasionalmente, los murciélagos más grandes atrapan y se alimentan de pequeños peces (la especie más afín con esta, Noctilio leporinus, es un destacado pescador).
Alcanzan la madurez sexual al año de edad, y viven un total de diez años, aproximadamente.